# Hidroredmondita
La hidroredmondita és un mineral de la classe dels sulfats.

## Característiques
La hidroredmondita és un sulfat de fórmula química [Pb₈O₂Zn(OH)₆](S₂O₃)₄(H₂O)₂. Va ser aprovada com a espècie vàlida per l'Associació Mineralògica Internacional l'any 2021, i publicada en el mes de març de 2023. Cristal·litza en el sistema monoclínic.
Les mostres que van servir per a determinar l'espècie, el que es coneix com a material tipus, es troben conservades a les col·leccions mineralògiques del Museu d'Història Natural del Comtat de Los Angeles, a Los Angeles (Califòrnia) amb els números de catàleg: 76163, 76164, 76165 i 76166.

## Formació i jaciments
Va ser descoberta a la mina Redmond, situada al comtat de Haywood (Carolina del Nord, Estats Units), l'únic indret de tot el planeta on ha estat descrita aquesta espècie mineral.